# Connecticut for Lieberman
Connecticut for Lieberman est un parti politique américain créé à l'occasion de l'élection sénatoriale 2006. Ce parti a été institué le 10 juillet 2006 dans le seul but de permettre la candidature de Joe Lieberman.
En effet, Joe Lieberman perd les primaires du parti démocrate dans le Connecticut en août 2006 face à Ned Lamont : il ne totalise que 48,21 % des voix. Il décide de se présenter tout de même à l'élection en tant qu'indépendant, sous l'étiquette de "son" parti.
Lors de l'élection en novembre, Lieberman est élu sénateur du Connecticut avec 50 % des suffrages, devançant Ned Lamont (40 %) et le républicain Alan Schlesinger (10 %). Il s'allie alors naturellement avec le parti démocrate.